# Braminsee
Der Braminsee befindet sich innerhalb des Naturparks Stechlin-Ruppiner Land zwischen den Orten Kagar und Dorf Zechlin bei Rheinsberg im Landkreis Ostprignitz-Ruppin im Norden Brandenburgs und gehört zum Rheinsberger Seengebiet.
Der See hat eine Fläche von etwa 68 Hektar. Die maximale Wassertiefe beträgt etwa 2 Meter. Das Seeufer ist mit Schilf und Seerosen bewachsen. Das Betreten der im See befindlichen Insel ist verboten. Der See hat keine schiffbare Verbindung zu anderen Seen und die Benutzung durch Wasserfahrzeuge ist ebenfalls verboten. Der Braminsee hat keine Badestelle und keinen öffentlichen Zugang.
Im Frühjahr 2007 hat ein privater Eigentümer den Braminsee von der BVVG erworben.
Die Bewirtschaftung wird von einem Berufsfischer vorgenommen. Es werden keine Angelkarten ausgegeben.